# Johann Reinhold Patkul
Johann Reinhold Patkul (27. července 1660 Stockholm – 10. října 1707 Kazimierz Biskupi) byl livonský šlechtic, politik a bojovník za výsady Baltských Němců. Narodil se jako poddaný švédského krále, bouřil se však proti způsobům, jakými král Karel XI. prováděl v Livonsku svou politiku redukcionismu, čímž krále popudil. Ten na něj roku 1694 vydal zatykač a odsoudil jej k mučení a smrti. Patkul pak ze Švédska uprchl do kontinentální Evropy. Následně hrál v letech 1698 a 1699 hlavní roli v tajných diplomatických jednáních, jejichž výsledkem bylo spojenectví ruského cara Petra I., saského kurfiřta a polského krále Augusta II. Silného a dánsko-norského krále Kristiána V. (i jeho následníka Frederika IV.) proti švedskému králi Karlu XII., což vedlo k vypuknutí tzv. Velké severní války v letech 1700 až 1721. V prvních letech války plnil Patkul zásadní úlohu při komunikaci mezi spojenci i ostatními dvory v Evropě. Na dvoře Augusta II. Silného vykonával funkce nejprve ve službách samotného Augusta (v letech 1698 až 1700), později ve službách Petra I. (od roku 1702 až do své smrti). Na konci roku 1705 se Patkul ocitnul v nelibosti kurfiřta Augusta a byl obviněn z velezrady. Během následujícího roku byl vězněn nejprve v Sonnensteinu a následně v Königstenu. Nakonec byl však August donucen Karlem XII., aby Patkula vydat na základě smlouvy z Altranstädtu. Patkul pak strávil další rok ve švédském žaláři, než jej Karel XII. nechal rozlámat v kole a setnout.

## Mládí
Patkul se narodil ve věznici ve Stockholmu, kde byl jeho otec držen kvůli podezření z velezrady. Již v mladém věku nastoupil Johann Reinhold do armády a následně se vypracoval až do hodnosti kapitána.

## Spor o redukcionismus
Roku 1689 vydal do Stockholmu v čele delegace livonských šlechticů, aby podal protest proti míře tvrdosti, se kterou byla v jeho domovském kraji prováděna pozemková reforma Karla XI. Jeho výmluvnost učinila na Karla silný dojem, avšak jeho požadavnkům nebylo vyhověno. Poté, co králi předložil o tři roky později další, ostřeji psanou petici, proti němu byla kvůli opakovaným stížnostem podána státní žaloba. Ve snaze vyhnout se trestu za velezradu uprchnul Patkul ze Stockholmu do Švýcarska. V nepřítomnosti byl odsouzen k useknutí pravé ruky a hlavy. Zároveň došlo ke konfiskaci veškerých jeho pozemků.

## Role při plánování Velké severní války
Následující čtyři roky strávil Patkul na útěku. Roku 1698 však poté, co nový švédský král Karel XII. nevyhověl jeho žádosti o milost, vstoupil do služeb Augusta II. Silného, kurfiřta saského a krále polského. Jeho dlouhodobým cílem se stalo vyrvat Livonsko z držení Švédska - kvůli hrozbě perzekuce pro něj jinak nebylo možné vrátit se domů. Polsko, jehož státním zřízením v té době byla šlechtická republika (tzv. Rzeczpospolita), bylo pro livonského šlechtice nejpříhodnější volbou potencionálního nového pána. Roku 1698 se tedy Patkul dostal ke kurfiřtsko-královskému dvoru v Drážďanech a začal Augusta doslova zasypávat návrhy na rozdělení Švédska. Jeho první plán spojenectví zahrnoval koalici Saska, Dánska a Braniborska, avšak po odmítnutí ze strany Braniborska byl nucen i přes osobní odpor zahrnout do spojenectví Rusko.
Ruský car se měl spokojit s Ingrií a Estonskem, zatímco Augustovi mělo připadnout Livonsko oficiálně jako polské léno, reálně však jako dědičná držba saské dynastie. Vojenské operace proti švédským provinciím v Pobaltí pak měli spustit Sasové a Rusové zaráz. Po ustanovení tohoto základu dohody se Patkul vydal do Moskvy, kde během tajného jednání v Preobraženském snadno přesvědčil Petra I., aby k alianci 18. listopadu 1699 smluvně přistoupil.

## V saských a ruských službách
Během prvních dní Velké severní války, které nebyly pro spojence příliš šťastné, fungoval Patkul jako základní pilíř celého spojenectví. Roku 1702 naverboval ve Vídni skotského generála George Benedicta Oglivieho a uvedl jej do Petrových služeb.
Ve stejném roce seznal, že pro něj služba pánovi Augustova ražení není nadále výhodná a přešel do ruských služeb. Petr I. Patkula, jehož předcházela pověst talentovaného a energického muže, rád přivítal, Patkul však své pověsti nedostál. Jeho znalosti byly příliš lokálně zaměřené a omezené. Smlouvou z Narvy z 19. srpna 1704 mezi Ruskem a Polskem se mu sice konečně povedlo přivést Polsko do války po boku spojenců a posílit tak Augusta Silného, který do té doby vedl válku pouze jako saský kurfiřt, nepodařilo se mu však přimět ke vstupu do protišvédské ligy Prusko - částečně kvůli obavám Fridricha I. z Karla XII., částečně kvůli žárlivosti samotného Petra. Patkul následně odcestoval z Berlína do Dráždan, aby s císařským dozorčím Stratmannem uzavřel dohodu o pronájmu ruského pomocného sboru v saských službách Habsburkům.

## Zatčení a poprava
Saští ministři proti novému pořádku protestovali a 19. prosince 1705 pak nechali Patkula zatknout a uvěznit v pevnosti Sonnenstein. Zcela přitom ignorovali Petrovy protesty proti takto bezohlednému porušení mezinárodního práva. Po uzavření smlouvy z Altranstädtu z 24. září 1707 byl Patkul dopraven ke Karlovi, který jej nařídil popravit lámáním v kole. Neobměkčila jej ani žádost o milost ze strany své vlastní sestry, princezny Ulriky. Tu odmítl s tím, že zrádci z exemplárních důvodů milost udělit nelze. V říjnu 1707 byl Patkul zaživa rozlámán v kole v Kazimierzu Biskupim v Polsku.
Okolnosti Patkulovy smrti poprvé popsal v knize Das schmertzliche doch seelige Ende, Des Welt-Bekandten Joh. Reinhold Patkuls (roku 1761 přeloženo do angličtiny pod názvem Anecdotes concerning the famous John Reinhold Patkul) ["Anekdoty ze života slavného Jana Reinholda Patkula"]. Další záznam Patkulovy popravy lze nalézt v anonymním letáku z roku 1708 názvem Kurtze Beschreibung der merck- und denckwürdigen Execution Des tapffern und Welt-bekanten General Patkuls, Wie selbiger den 10. October. 1707. zu Casimir in Pohlen erbärmlich hingerichtet worden ["Krátký popis významné a pamětihodné popravy statečného a světoznámého generála Patkula; Jak byl onen 10. října v Kazimierzu v Polsku útrpně popraven"]. Ačkoliv se oba popisy liší, svorně uvádějí, že po vleklém procesu lámání kostí v kole Patkul prosil, aby byl sťat (volal "Kopf ab!") a sám se doplazil k popravčímu špalku. Následná poprava stětím se však povedla až po několika úderech.